# Mini Robots
I Mini Robots è stato un gruppo musicale interprete di sigle televisive di anime, tra cui Gackeen il magnetico robot e Jet Robot.

## Formazione
Attivo nel 1980, il gruppo era composto dai fratelli Vito Tommaso, arrangiatore e autore dei testi, Giovanni Tommaso al basso, fondatore assieme al fratello del Quintetto di Lucca, Agostino Marangolo alla batteria, Giuseppe Tommaso, Michelangelo Tommaso e Paolo Tommaso che assieme alle voci di Laura Migliacci, Francesco Migliacci, Ernesto Migliacci, Cristiano Micalizzi, Alessandro Micalizzi, e Rita Monico costituivano il coro, mentre Carolina Mariani era la voce principale del gruppo.

## Pseudonimi
Il gruppo è rimasto in attività per tutto il 1980 incidendo anche con lo pseudonimo "I Piccoli Antenati" per la sigla Kum Kum.
L'espediente dello pseudonimo veniva utilizzato in primo luogo per non confondere troppo lo spettatore/acquirente bambino, evitando così di associare sigle a nomi di gruppi che potevano non sembrare correlati, e per una maggiore libertà ed autonomia creativa di artisti che venivano relegati ad un ambito già circoscritto come quello delle sigle; ma anche e soprattutto era un modo più facile per poter lavorare con più etichette discografiche contemporaneamente.

## Discografia
come "Mini Robots"
- 1980**Gackeen il magnetico robot/Space Robot (EMI, 3C 006 18478)
- 1980**Jet Robot/George (EMI, 3C 006 18461)

come "I Piccoli Antenati"
- 1980**Kum Kum/Kum Kum (strumentale) (Fontana Records, 6025 260)